# Freie Schule Zürich
Die Freie Schule Zürich (Kurzformen: FSZ und «Freischi») ist eine Privatschule mit zwei Schulhäusern im Zentrum von Zürich. Von 1930 bis 2024 hiess sie Freie Evangelische Schule Zürich.
Stand 2024 beschäftigt die Schule rund 70 Lehrpersonen und hat über 400 Schülerinnen und Schüler, verteilt auf 27 Klassen. Das Schulangebot umfasst die Primarschule (5. und 6. Klasse), das Übergangsjahr, die Sekundarstufe I mit Progymnasium (inklusive Kleinklasse und 10. Schuljahr) sowie die Sekundarstufe II mit Kurzgymnasium, Fachmittelschule und einem 10. Schuljahr. Die Freie Schule Zürich wurde 1874 gegründet und zählt damit zu den ältesten Privatschulen in Zürich. Ein Stipendienwesen, das von einer eigenen Stipendien-Stiftung der Schule verwaltet wird, ermöglicht auch Schülerinnen und Schülern mit schwächerem finanziellen Hintergrund den Schulbesuch.

## Geschichte
Am 14. Februar 1874 wurde die Schule unter dem Namen Freie Schule Zürich in der Sankt-Anna-Kapelle, einem Zentrum der Evangelischen Gesellschaft, gegründet.
Der Schulbeginn war am 5. Mai 1874. Das Klassenzimmer diente anfangs über Nacht als Herberge für reisende Handwerksgesellen. 1875 wurde an der Oetenbachgasse ein eigenes Schulhaus gebaut, zu dieser Zeit zählte die Schule ungefähr 50 Schüler. Am 7. Mai 1882 begann die Freie Schule Zürich, in der Oberschulklasse auch Mädchen aufzunehmen.
In den Jahren 1897 und 1898 wurde ein Neubau an der Waldmannstrasse beim Bellevue errichtet; Architekt war Robert Zollinger. 1903 wurde Johannes Hofstetter zum ersten Rektor ernannt. In den folgenden Jahrzehnten öffnete sich die Schule unter dem langjährigen Rektor Fritz Blum für reformpädagogische Ansätze. In den 1930er-Jahren wurde die Schule von «Freie Schule» in «Freie Evangelische Schule» umbenannt, um sich von anderen Schulen mit ähnlichen Namen abzugrenzen.
Unter dem damaligen Rektor Peter Scheuermeier wurden in den 2000er-Jahren neue Unterrichtsmethoden eingeführt, so etwa das Prinzip des selbstverantwortlichen Lernen. 2004 bezog die Schule ein zweites Schulhaus, zunächst an der Zollikerstrasse, seit 2013 an der Kreuzstrasse. Aus Anlass des 150-Jahr-Jubiläums erschien 2024 ein Buch über die Geschichte der Freien Evangelischen Schule Zürich, «Ein festes Mass in unserer Zeit», von Helmut Meyer. Im Jahr des Jubiläums wurde die Schule wieder in «Freie Schule Zürich» umbenannt, unter anderem für eine Rückkehr zum ursprünglichen Namen, und nachdem aufgefallen war, dass der Namenszusatz «evangelisch» teils mit «evangelikal» verwechselt wurde, und Eltern die Schule deshalb nicht in Betracht zogen.

## Angebot
Die Schule orientiert sich nach eigenen Angaben an einer «humanistisch-christliche[n] Wertehaltung». Eine Glaubenszugehörigkeit wird bei Schülern nicht vorausgesetzt. Die Schule weist unter anderem kleinere Klassen sowie das selbstverantwortete Lernen als pädagogische Merkmale der Schule aus.
Im Zentrum des Angebots standen von Anfang an die Primarstufe und die Sekundarstufe. Nachdem in den ersten Jahren ausschliesslich Jungen unterrichtet worden waren, kam ab 1883 eine Oberschule für Mädchen dazu. Sie wurde später zu einer Diplommittelschule und schließlich 2006 zu einer Fachmittelschule weiterentwickelt. 2022 kam es zu einer Erweiterung des Angebots durch ein Gymnasium.

## Schulhäuser und Denkmalschutz

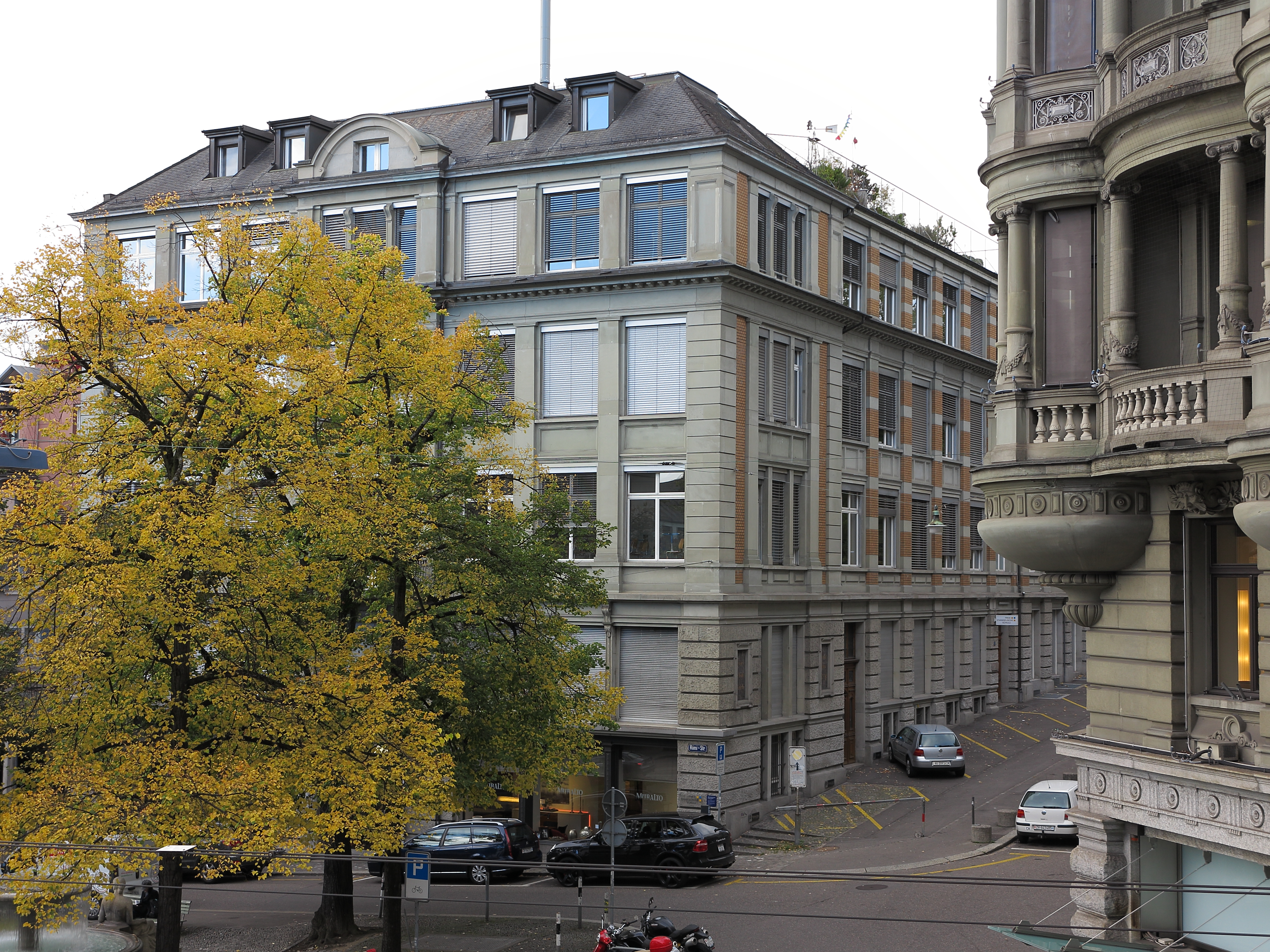
Schulhaus an der Waldmannstrasse (unter Denkmalschutz)

Die Freie Schule Zürich verfügt über zwei Standorte im Zentrum von Zürich: erstens in der Waldmannstrasse, in unmittelbarer Nähe zum Bellevue, zweitens an der Kreuzstrasse, in unmittelbarer Nähe zum Kreuzplatz. Die Räumlichkeiten an der Kreuzstrasse wurden 2004 aufgrund des Wachstums der Schule angemietet.
Das Schulgebäude an der Waldmannstrasse steht unter Denkmalschutz (AA3358). Es wurde als Schul- und Geschäftshaus vom Architekten Robert Zollinger entworfen und weist eine streng dreiteilig gegliederte Fassade auf. Über dem hohen Sockel wird die Wandfläche mittels Kolossalordnung gegliedert, den Abschluss bildet eine Attika. Die Ausstattung wurde grösstenteils beibehalten. So haben einige Zimmer immer noch die originalen Schränke, die bereits bei Schuleröffnung eingesetzt wurden.
Von 1995 bis 1996 wurde in der Waldmannstrasse die Turnhalle zur Aula umfunktioniert. Ab 2007 wurde an das denkmalgeschützte Gebäude ein Neubau angebaut, der Anfang 2009 eingeweiht wurde. Diese Erweiterung sollte Platz aufgrund steigender Schülerzahlen schaffen. Dabei wurde nach Plänen des Architekten Florian Eidenbenz unter dem Pausenplatz ein zweistöckiger unterirdischer Neubau errichtet, der mit einem ellipsenförmigen Lichthof mit Tageslicht versorgt wird. In diesem befindet sich unter anderem der Mittagstisch der Schule. Der Bau kostete rund 5,8 Millionen Franken, wobei die Hälfte des Budgets von Sponsoren finanziert wurde.
Von 2022 bis 2024 wurde das Schulhaus in der Waldmannstrasse von innen umfassend renoviert. Dabei wurde die originale Bausubstanz, beispielsweise ein Fischgrätparkett, teilweise wieder freigelegt.